# (1970) Sumeria
(1970) Sumeria ist ein Asteroid des Hauptgürtels, der am 12. März 1954 von dem argentinischen Astronomen Miguel Itzigsohn in La Plata entdeckt wurde.
Der Name des Asteroiden ist von dem altertümlichen Königreich Sumer abgeleitet.